# ريك جوزيف
ريك جوزيف (بالإنجليزية: Rick Joseph)‏ هو لاعب كرة قاعدة دومينيكاوي، ولد في 24 أغسطس 1939 في سان بيدرو دي ماكوريس في جمهورية الدومينيكان، وتوفي في 8 سبتمبر 1979 في سانتو دومينغو في جمهورية الدومينيكان بسبب السكري.

## وصلات خارجية
- ريك جوزيف على موقع دوري كرة القاعدة الرئيسي (الإنجليزية)
- ريك جوزيف على موقعبيزبول رفرنس.كوم (الدوري الرئيسي) (الإنجليزية)
- ريك جوزيف على موقعبيزبول رفرنس.كوم (الدوري الثانوي) (الإنجليزية)
- ريك جوزيف على موقع إي إس بي إن.كوم (أم.أل.بي) (الإنجليزية)
- ريك جوزيف على موقع مشجعي الرسوم البيانية (الإنجليزية)